# Pływanie na Letnich Igrzyskach Olimpijskich 2012
Pływanie na Letnich Igrzyskach Olimpijskich 2012 w Londynie rozgrywane było w Aquatics Centre. Zawody w basenie odbywały się w dniach 28 lipca–4 sierpnia, a na otwartym akwenie w dniach 9–10 sierpnia w Hyde Parku, na jeziorze Serpentine.

## Konkurencje
Rozgrywane były 32 konkurencje w pływaniu w basenie i 2 na otwartym akwenie.

### Basen
Kobiety
- styl dowolny: 50 m, 100 m, 200 m, 400 m, 800 m, 4 × 100 m, 4 × 200 m
- styl grzbietowy: 100 m, 200 m
- styl klasyczny: 100 m, 200 m
- styl motylkowy: 100 m, 200 m
- styl zmienny: 200 m, 400 m, 4 × 100 m

Mężczyźni
- styl dowolny: 50 m, 100 m, 200 m, 400 m, 1500 m, 4 × 100 m, 4 × 200 m
- styl grzbietowy: 100 m, 200 m
- styl klasyczny: 100 m, 200 m
- styl motylkowy: 100 m, 200 m
- styl zmienny: 200 m, 400 m, 4 × 100 m

### Otwartyakwen
Kobiety
- styl dowolny: 10 km

Mężczyźni
- styl dowolny: 10 km

## Wyniki

### Basen

#### Mężczyźni
| Konkurencja                    | Złoto | Czas     | Srebro | Czas     | Brąz | Czas     |
| Styl dowolny                   | |          | |          | |          |
| 50 m (szczegóły)               | Florent Manaudou | 21.34    | Cullen Jones | 21.54    | César Cielo | 21.59    |
| 100 m (szczegóły)              | Nathan Adrian | 47.52    | James Magnussen | 47.53    | Brent Hayden | 47.80    |
| 200 m (szczegóły)              | Yannick Agnel | 1:43.14  | Park Tae-hwan Sun Yang | 1:44.93  | [ c ] | [ c ]    |
| 400 m (szczegóły)              | Sun Yang | 3:40.14  | Park Tae-hwan | 3:42.06  | Peter Vanderkaay | 3:44.69  |
| 1500 m (szczegóły)             | Sun Yang | 14:31.02 | Ryan Cochrane | 14:39.63 | Oussama Mellouli | 14:40.31 |
| Styl grzbietowy                | |          | |          | |          |
| 100 m (szczegóły)              | Matthew Grevers | 52.16    | Nick Thoman | 52.92    | Ryōsuke Irie | 52.97    |
| 200 m (szczegóły)              | Tyler Clary | 1:53.41  | Ryōsuke Irie | 1:53.78  | Ryan Lochte | 1:53.94  |
| Styl klasyczny                 | |          | |          | |          |
| 100 m (szczegóły)              | Cameron van der Burgh | 58.46    | Christian Sprenger | 58.93    | Brendan Hansen | 59.49    |
| 200 m (szczegóły)              | Dániel Gyurta | 2:07.28  | Michael Jamieson | 2:07.43  | Ryō Tateishi | 2:08.29  |
| Styl motylkowy                 | |          | |          | |          |
| 100 m (szczegóły)              | Michael Phelps | 51.21    | Chad le Clos Jewgienij Korotyszkin | 51.44    | [ c ] | [ c ]    |
| 200 m (szczegóły)              | Chad le Clos | 1:52.96  | Michael Phelps | 1:53.01  | Takeshi Matsuda | 1:53.21  |
| Styl zmienny                   | |          | |          | |          |
| 200 m (szczegóły)              | Michael Phelps | 1:54.27  | Ryan Lochte | 1:54.90  | László Cseh | 1:56.22  |
| 400 m (szczegóły)              | Ryan Lochte | 4:05.18  | Thiago Pereira | 4:08.86  | Kōsuke Hagino | 4:08.94  |
| Sztafety                       | |          | |          | |          |
| 4 × 100 m dowolnym (szczegóły) | Francja · Amaury Leveaux, Fabien Gilot, · Clément Lefert, Yannick Agnel, · Alain Bernard, Jérémy Stravius                                     | 3:09.93  | Stany Zjednoczone · Nathan Adrian, Michael Phelps, · Cullen Jones, Ryan Lochte, · James Feigen, Matthew Grevers, · Ricky Berens, Jason Lezak | 3:10.38  | Rosja · Andriej Grieczin, Nikita Łobincew, · Władimir Morozow, Daniła Izotow, · Jewgienij Łagunow, Siergiej Fiesikow | 3:11.41  |
| 4 × 200 m dowolnym (szczegóły) | Stany Zjednoczone · Ryan Lochte, Conor Dwyer, · Ricky Berens, Michael Phelps, · Charlie Houchin, Matthew McLean, · Davis Tarwater             | 6:59.70  | Francja · Amaury Leveaux, Grégory Mallet, · Clément Lefert, Yannick Agnel, · Jérémy Stravius                                                 | 7:02.77  | Chiny · Hao Yun, Li Yunqi, · Jiang Haiqi, Sun Yang, · Lü Zhiwu, Dai Jun                                              | 7:06.30  |
| 4 × 100 m zmiennym (szczegóły) | Stany Zjednoczone · Matthew Grevers, Brendan Hansen · Michael Phelps, Nathan Adrian · Nick Thoman, Eric Shanteau · Tyler McGill, Cullen Jones | 3:29.35  | Japonia · Ryōsuke Irie, Kōsuke Kitajima · Takeshi Matsuda, Takurō Fuji’i                                                                     | 3:31.26  | Australia · Hayden Stoeckel, Christian Sprenger · Matt Targett, James Magnussen · Brenton Rickard, Tommaso D’Orsogna | 3:31.58  |

#### Kobiety
| Konkurencja                    | Złoto | Czas    | Srebro | Czas    | Brąz                                                                                     | Czas    |
| Styl dowolny                   | |         | |         |                                                                                          |         |
| 50 m (szczegóły)               | Ranomi Kromowidjojo | 24.05   | Alaksandra Hierasimienia                                                                                          | 24.28   | Marleen Veldhuis                                                                         | 24.39   |
| 100 m (szczegóły)              | Ranomi Kromowidjojo | 53.00   | Alaksandra Hierasimienia                                                                                          | 53.38   | Tang Yi                                                                                  | 53.44   |
| 200 m (szczegóły)              | Allison Schmitt | 1:53.61 | Camille Muffat | 1:55.58 | Bronte Barratt                                                                           | 1:55.81 |
| 400 m (szczegóły)              | Camille Muffat | 4:01.45 | Allison Schmitt                                                                                                   | 4:01.77 | Rebecca Adlington                                                                        | 4:03.01 |
| 800 m (szczegóły)              | Katie Ledecky | 8:14.63 | Mireia Belmonte                                                                                                   | 8:18.76 | Rebecca Adlington                                                                        | 8:20.32 |
| Styl grzbietowy                | |         | |         |                                                                                          |         |
| 100 m (szczegóły)              | Melissa Franklin | 58.33   | Emily Seebohm | 58.68   | Aya Terakawa                                                                             | 58.83   |
| 200 m (szczegóły)              | Melissa Franklin | 2:04.06 | Anastasija Zujewa                                                                                                 | 2:05.92 | Elizabeth Beisel                                                                         | 2:06.55 |
| Styl klasyczny                 | |         | |         |                                                                                          |         |
| 100 m (szczegóły)              | Rūta Meilutytė | 1:05.47 | Rebecca Soni | 1:05.55 | Satomi Suzuki                                                                            | 1:06.46 |
| 200 m (szczegóły)              | Rebecca Soni | 2:19.59 | Satomi Suzuki | 2:20.72 | Julija Jefimowa                                                                          | 2:20.92 |
| Styl motylkowy                 | |         | |         |                                                                                          |         |
| 100 m (szczegóły)              | Dana Vollmer | 55.98   | Lu Ying | 56.87   | Alicia Coutts                                                                            | 56.94   |
| 200 m (szczegóły)              | Jiao Liuyang | 2:04.06 | Mireia Belmonte                                                                                                   | 2:05.25 | Natsumi Hoshi                                                                            | 2:05.48 |
| Styl zmienny                   | |         | |         |                                                                                          |         |
| 200 m (szczegóły)              | Ye Shiwen | 2:07.57 | Alicia Coutts | 2:08.15 | Caitlin Leverenz                                                                         | 2:08.95 |
| 400 m (szczegóły)              | Ye Shiwen | 4:28.43 | Elizabeth Beisel                                                                                                  | 4:31.27 | Li Xuanxu                                                                                | 4:32.91 |
| Sztafety                       | |         | |         |                                                                                          |         |
| 4 × 100 m dowolnym (szczegóły) | Australia · A. Coutts, C. Campbell, · B. Elmslie, M. Schlanger, · E. Seebohm, Y. Kukla, · L. Trickett                                            | 3:33.15 | Holandia · I. Dekker, M. Veldhuis, · F. Heemskerk, R. Kromowidjojo, · H. Schreuder                                | 3:33.79 | Stany Zjednoczone · M. Franklin, J. Hardy, · L. Neal, A. Schmitt, · A. Weir, N. Coughlin | 3:34.24 |
| 4 × 200 m dowolnym (szczegóły) | Stany Zjednoczone · M. Franklin, D. Vollmer, · S. Vreeland, A. Schmitt, · L. Perdue, A. Anderson                                                 | 7:42.92 | Australia · B. Barratt, M. Schlanger, · K. Palmer, A. Coutts, · B. Elmslie, A. Bainbridge, · J. Neilsen, B. Evans | 7:44.41 | Francja · C. Muffat, Ch. Bonnet, · O. C. Etienne, C. Balmy, · M. Farrell, M. Lazare      | 7:47.49 |
| 4 × 100 m zmiennym (szczegóły) | Stany Zjednoczone · Missy Franklin, Rebecca Soni · Dana Vollmer, Allison Schmitt · Rachel Bootsma, Breeja Larson · Claire Donahue, Jessica Hardy | 3:52.05 | Australia · Emily Seebohm, Leisel Jones · Alicia Coutts, Melanie Schlanger · Brittany Elmslie                     | 3:54.02 | Japonia · Aya Terakawa, Satomi Suzuki · Yuka Katō, Haruka Ueda                           | 3:55.73 |

### Otwarty akwen

#### Mężczyźni
| Konkurencja       | Złoto            | Czas      | Srebro      | Czas      | Brąz               | Czas      |
| 10 km (szczegóły) | Oussama Mellouli | 1:49:55.1 | Thomas Lurz | 1:49:58.5 | Richard Weinberger | 1:50:00.3 |

#### Kobiety
| Konkurencja       | Złoto       | Czas      | Srebro         | Czas      | Brąz             | Czas      |
| 10 km (szczegóły) | Éva Risztov | 1:57:38.2 | Haley Anderson | 1:57.38.6 | Martina Grimaldi | 1:57.41.8 |

## Tabela medalowa
| Miejsce | Państwo           | Złoto | Srebro | Brąz | Razem |
| ------- | ----------------- | ----- | ------ | ---- | ----- |
| 1.      | Stany Zjednoczone | 16    | 9      | 6    | 31    |
| 2.      | Chiny             | 5     | 2      | 3    | 10    |
| 3.      | Francja           | 4     | 2      | 1    | 7     |
| 4.      | Holandia          | 2     | 1      | 1    | 4     |
| 5.      | Południowa Afryka | 2     | 1      | 0    | 3     |
| 6.      | Węgry             | 2     | 0      | 1    | 3     |
| 7.      | Australia         | 1     | 6      | 3    | 10    |
| 8.      | Tunezja           | 1     | 0      | 1    | 2     |
| 9.      | Litwa             | 1     | 0      | 0    | 1     |
| 10.     | Japonia           | 0     | 3      | 8    | 11    |
| 11.     | Rosja             | 0     | 2      | 2    | 4     |
| 12.     | Białoruś          | 0     | 2      | 0    | 2     |
| 12.     | Hiszpania         | 0     | 2      | 0    | 2     |
| 12.     | Korea Południowa  | 0     | 2      | 0    | 2     |
| 15.     | Wielka Brytania   | 0     | 1      | 2    | 3     |
| 15.     | Kanada            | 0     | 1      | 2    | 3     |
| 17.     | Brazylia          | 0     | 1      | 1    | 2     |
| 18.     | Niemcy            | 0     | 1      | 0    | 1     |
| 19.     | Włochy            | 0     | 0      | 1    | 1     |
| Razem   | Razem             | 34    | 36     | 32   | 102   |